# هیروشی ماتسودا
هیروشی ماتسودا (انگلیسی: Hiroshi Matsuda؛ زادهٔ ۲ سپتامبر ۱۹۶۰) بازیکن فوتبال اهل ژاپن است.
از باشگاه‌هایی که در آن بازی کرده‌است می‌توان به باشگاه فوتبال ویسل کوبه و باشگاه فوتبال سانفریس هیروشیما اشاره کرد.